# Protoparmelia montagnei
Protoparmelia montagnei är en lavart som först beskrevs av Elias Fries, och fick sitt nu gällande namn av Poelt & Nimis. Protoparmelia montagnei ingår i släktet Protoparmelia och familjen Parmeliaceae.   Inga underarter finns listade i Catalogue of Life.